# Cleopatra race controversy

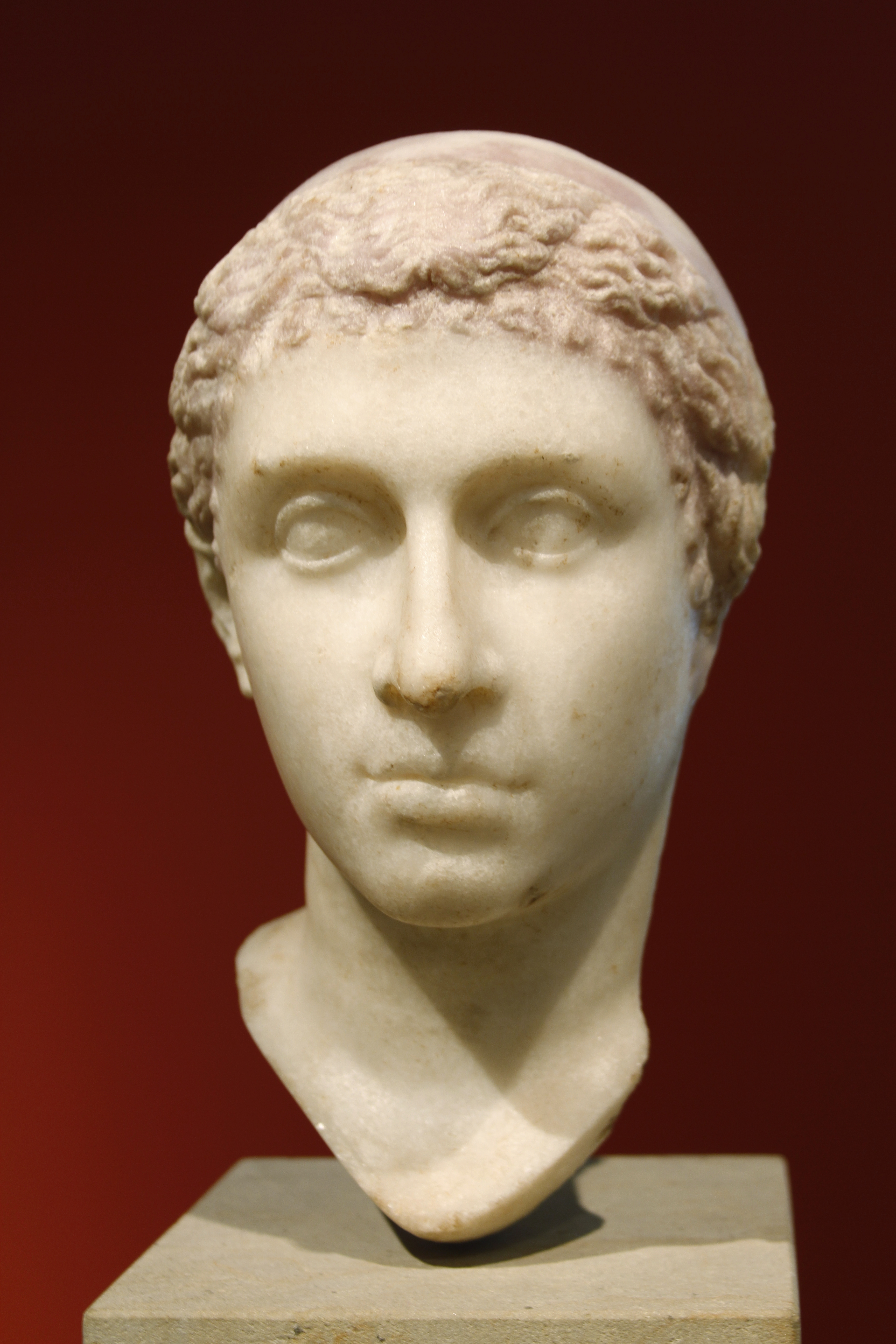
Grekisk byst av Kleopatra VII. Den grekiska skulpturkonsten avbildade människor porträttlikt.

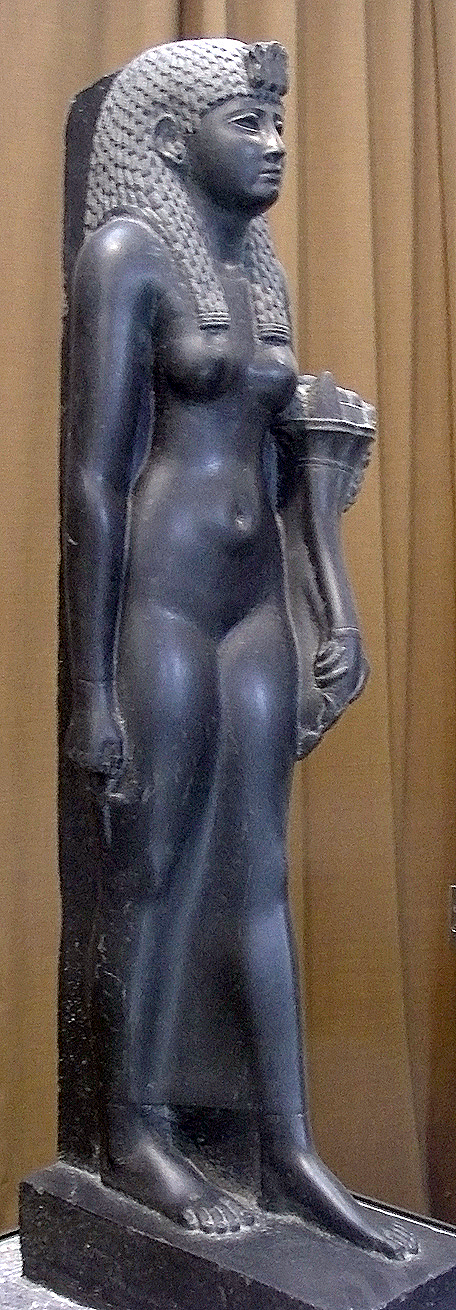
Egyptisk skulptur av Kleopatra VII. Den egyptiska skulpturkonsten avbildade människor stilistiskt och opersonligt.

Cleopatra race controversy är en långdragen kontrovers om den egyptiska drottningen Kleopatra VII:s etnicitet. De råder en generell konsensus bland akademiker och forskare om att Kleopatra VII var av makedonsk-grekisk etnicitet, med en liten andel persiskt påbrå (genom Kleopatra I), men det har länge förekommit en föreställning om att hon var av afrikansk (subsaharisk) påbrå, främst utanför akademiska kretsar.

## Ursprung
Den moderna spekulationen om att Kleopatra var vad som har kallats "svart", det vill säga mörkhyad av subsaharisk etnicitet, har av professor Mary Lefkowitz spårats till den afrocentriska historikern Joel Augustus Rogers bok World's Great Men of Color från 1946.
Föreställningen att Kleopatra var svart fördes sedan vidare av den afrocentriska författaren John Henrik Clarke vid Hunter College i hans essä "African Warrior Queens", som bland annat påstod att Kleopatra själv hade beskrivit sig som svart i nya testamentet i bibeln, trots att hon avled sextio år före Jesus tid.
Idén blev sedan populär inom den afrocentriska rörelsen i USA, där Kleopatra, liksom Fornegypten i allmänhet, har blivit en av de mer framträdande symbolerna. Föreställningen att Kleopatra var svart hänger också samman med den så kallade Ancient Egyptian race controversy, det vill säga föreställningen att forntidens egyptier var svarta, trots att Kleopatra själv inte var etnisk egyptier.

## Forskning
Föreställningen att Kleopatra var svart är en modern faktoid som saknar stöd inom akademisk forskning. Kleopatra VII var en medlem av den ptolemaiska dynastin. Det var en dynasti som härstammade från en av Alexander den stores (grekiska) generaler och som regerade Egypten i trehundra år, men som var etniskt grekisk-makedonsk. Dynastins genealogi finns bevarad, och innehåller endast personer av grekisk etnicitet, då dess medlemmar gifte sig endast med sina egna syskon, eller med medlemmar av andra grekisk-etniska dynastier. Det enda undantaget är hennes anmoder Kleopatra I, som hade persiskt påbrå genom Apama. 
Kleopatra VII har historiskt aldrig blivit beskriven som svart. Medlemmarna av hennes dynasti identifierade sig kulturellt som greker, klädde sig som greker och hade talade grekiska som sitt förstaspråk. Kleopatra var den första medlemmen av sin dynasti som lärde sig tala egyptiska. 

## Samtida avbildningar
Samtida mynt avbildar henne som en grekisk kvinna. Samtida skulpturer av henne består av två kategorier: grekisk-romerska, och egyptiska. Den grekisk-romerska skulpturkonsten vid denna tid avbildade människor naturtroget, och de grekiska skulpturer som har identifierats som Kleopatra VII avbildade henne som grek. 
De officiella egyptiska statyerna av henne i henne egenskap av drottning var inte naturtrogna och kan inte användas för att identifiera hennes utseende: den egyptiska skulpturkonsten var konservativ och stilistisk, och den avbildade alla drottningar på samma sätt av tradition.    

## Kleopatras mor och farmor
En osäkerhetsfaktor är dock det faktum att Kleopatras mor är obekräftad, och att hennes farmor är okänd. Det innebär att det finns två luckor i släktträdet, som har lämnat utrymme för spekulationer. 
Kleopatras mor är obekräftad. De förekom därför många spekulationer om hennes mors etnicitet. Anledningen till att hennes mor anses vara obekräftad är att Strabo uppgav att hennes fars enda kända hustru, Kleopatra V, endast var mor till hans äldsta barn Berenike IV, och inte hans yngre barn.  Kleopatra V försvinner också från alla de inskriptioner hon annars borde ha funnits med i år 69 f.Kr., när Kleopatra föddes. 
De flesta forskare förmodar dock att Strabo misstog sig och att hennes mor var Kleopatra V. Det har aldrig hävdats någonstans att Kleopatra var illegitim, och romarna, som föraktade utomäktenskaplig börd, kallade henne aldrig för illegitim, ens i sin mest hätska propaganda mot henne.
Hennes farmors identitet är ännu mer oklar än hennes mors, eftersom hennes far Ptolemaios XII till skillnad från henne faktiskt har kallats för illegitim, vilket innebär att hans mor faktiskt kan ha varit en konkubin. 
Det anses dock troligt att denna konkubin i sådana fall var grekisk, eftersom alla de ptolemaiska kungarnas konkubiner som man känner till, med ett enda undantag, alla var greker. Andra forskare menar dock att det faktum att Ptolemaios XII kallats illegitim inte behöver ha varit menat bokstavligt, utan snarare som en förolämpning mot hans karaktär, och att hans mor kan ha varit Kleopatra IV.

## Arsinoes påstådda grav
År 2009 lade en dokumentär från BBC fram hypotesen att Kleopatra var delvis nordafrikan. Hypotesen kom från en undersökning av ett skelett av en kvinna återfunnet i Efesos som påstods vara Kleopatras syster Arsinoe IV, och vars skelett påstods vara nordafrikanskt. Denna hypotes tillbakavisades dock av experter som påpekade att det inte fanns någonting som tydde på att kvarlevorna tillhörde Arsinoe IV; att det var omöjligt att identifiera ett skelett som tillhörigt en viss etnicitet; att skelettet tillhörde en flicka som var mycket yngre än Arsinoe hade varit vid sin död; och att Kleopatra och Arsinoe möjligen var halvsyskon med olika mödrar, vilket skulle innebära att kvarlevorna inte hade sagt något om Kleopatras mors etnicitet även om de faktiskt hade varit Arsinoe.